# Madathisanotia madagascariensis
Madathisanotia madagascariensis is een vlinder uit de familie uilen (Noctuidae). De wetenschappelijke naam van deze soort is voor het eerst geldig gepubliceerd in 1924 door Rothschild.
De soort komt voor in tropisch Afrika.